# Angels and Visitations
Angels and Visitations: A Miscellany — фантастический сборник коротких рассказов Нила Геймана, впервые опубликованный в 1993 DreamHaven Books. Иллюстрирован Дэйвом МакКином, Стивом Биссеттом, Филипом Крэйгом Расселлом, Джулией Карлой Шварц Чарли Вессом, и Михаэлем Зулли. Не издавался за пределами США.
Многие из рассказов в этой книге были перепечатаны из других источников, таких как журналы и антологии.

## Содержание
- The Song of the Audience (стихотворение)
- Рыцарство (повесть/рассказ)
- Старый Николас (микрорассказ)
- Младенчики (микрорассказ)
- Троллев мост (рассказ)
- Сестина вампира (стихотворение)
- Webs (повесть/рассказ)
- Six to Six (эссе)
- A Prologue (эссе)
- Чужие члены (повесть/рассказ)
- Холодные краски (стихотворение)
- Мышь (повесть/рассказ)
- Gumshoe (эссе)
- Дело сорока семи сорок (рассказ)
- Вирус (стихотворение)
- В поисках девушки (повесть/рассказ)
- Post-Mortem on Our Love (стихотворение)
- Being An Experiment Upon Strictly Scientific Lines Assisted By Unwins LTD, Wine Merchants (Uckfield) (эссе)
- Мы можем дать скидку на опт (рассказ)
- The Mystery of Father Brown (эссе)
- Мистерии убийства (повесть/рассказ)

## Награды и премии
- International Horror Guild Awards, 1995 // Авторский сборник (Collection)